# NN-72
La carretera NN‑72 es una vía colectora secundaria que atraviesa el departamento de Matagalpa, conectando comunidades del este del municipio de San Dionisio con el poblado de Esquipulas. Es una carretera útil para el tránsito local, principalmente agrícola.

## Trazado y cruces
| km   | Localidad / Punto | Departamento | Conexión / Ruta |
| ---- | ----------------- | ------------ | --------------- |
| 0,0  | El Ocote          | Matagalpa    | NN-71           |
| 8,4  | Comunidad El Pino | Matagalpa    | Camino rural    |
| 16,2 | Esquipulas        | Matagalpa    | Fin de ruta     |

## Coordenadas
Uno de los tramos de la NN‑72 puede ser encontrado en las coordenadas: 13°01′45″N 85°43′03″O / 13.0293, -85.7175